# III. Ramiro leóni király
A „Gyermeknek” is nevezett III. Ramiro (?, 961 – Destriana, 985. június 26.) leóni király 966-tól 984-ig, illetve egyes források szerint 985-ig uralkodott, a Kantábriai-házból származott, I. (Kövér) Sancho (932? – 966) leóni királynak a fia. Édesanyja Teresa Ansúrez. Amint az előneve is utal rá, még kiskorú volt a trónra lépésekor. Ezért az apjának a nővére, az apáca Elvira Ramírez (935–986?) 966-tól 975-ig régensnőként uralkodott.

## Élete
III. Ramiro uralkodásának kezdetén (968 - 971) a kalandozó vikingek (normannok) támadták a királyságot, és a kétfrontos harcot kerülendő, a leóniak békességre törekedtek a mórokkal. A viking veszély elmúltával a királyság harcba keveredett a mórokkal, akiktől a leóni sereg 975-ben Gormaz mellett vereséget szenvedett. Ennek következményeként Elvira helyett III. Ramiro édesanyja, Teresa Ansurez lett az új régensnő. A királyságot a Córdobai Kalifátus kiváló hadvezére, a spanyolok által Almanzornak nevezett Abu Amir Muhammad Ibn Abdullah Ibn Abi Amir, ismertebb nevén  Al-Hajib Al-Manszúr (938?–1002) 977-től rendszeresen támadta.
III. Ramiro nagykorúvá válása után sem mutatott érdeklődést, avagy tehetséget sem a kormányzásra, sem a hadvezetésre. Almanzor 981-ben nagy győzelmet aratott III. Ramiro felett Ruedánál (nem messze attól a Simancastól, ahol 939-ben III. Ramiro nagyapja, II. Ramiro (898?–951) leóni király diadalmaskodott a mórok ellen). A leóni királyság ezzel a vereséggel elvesztette a teljes Coimbra grófságot.
A galíciai nemesség még 981-ben felkelt III. Ramiro ellen. A felkelést Bermudo (953?–999), III. Ordoño (926?–956) leóni király házasságon kívül született fia vezette. A felkelők 982-ben, Monterroso (más földrajzi megközelítés szerint Portela de Areas) mellett legyőzték III. Ramirót, és Bermudót még ebben az évben Santiago de Compostelában királlyá koronázták. III. Ramiro Leónba szorult vissza. Bermudo szövetségre lépett I. García Fernándezzel  (938?–995, más jelölés szerint I. Garcíával) a Lara-házból származó  kasztíliai gróffal (970–995) és 984-ben – egyes adatok szerint 985-ben – III. Ramirót megfosztották a tróntól.  III. Ramiro Astorgába vonult vissza, és hamarosan meghalt. (Az egyik forrásmunka adatai szerint meggyilkolták /megmérgezték?/.)  III. Ramiro törvényes fiát (édesanyja Sancha Gómez de Saldaña), Ordoñót (?–1020 körül), megfosztották örökségétől, Bermudo pedig  II. Bermudo néven León királya lett (985–999).